# Mictaxius salvati
Mictaxius salvati is een tienpotigensoort uit de familie van de Callianideidae. De wetenschappelijke naam van de soort is voor het eerst geldig gepubliceerd in 2005 door Ngoc-Ho.